# Legislatura de la Provincia de La Rioja
La Legislatura de la Provincia de La Rioja es el cuerpo legislativo de la provincia argentina de La Rioja. Es la única cámara encargada de la elaboración de leyes en esta provincia y está formada por 36 diputados.
La mitad de sus miembros se renueva por elección popular cada dos años para un período de cuatro años. Los diputados representan directamente al pueblo de la Provincia, tomando sus departamentos como distritos electorales.

## Diputados por departamento
| Departamento           | Diputados |
| ---------------------- | --------- |
| Ángel V. Peñaloza      | 1         |
| Arauco                 | 3         |
| Belgrano               | 1         |
| Capital                | 8         |
| Castro Barros          | 1         |
| Chamical               | 3         |
| Chilecito              | 4         |
| Facundo Quiroga        | 1         |
| Famatina               | 1         |
| Felipe Varela          | 3         |
| Independencia          | 1         |
| Lamadrid               | 1         |
| Ocampo                 | 1         |
| Rosario Vera Peñaloza  | 3         |
| San Blas de los Sauces | 1         |
| San Martín             | 1         |
| Sanagasta              | 1         |
| Vinchina               | 1         |
| Total                  | 36        |

## Composición actual (2023-2025)
| Departamento           | Diputado                      | Bloque | Bloque                | Inicio del Mandato | Fin del Mandato |
| ---------------------- | ----------------------------- | ------ | --------------------- | ------------------ | --------------- |
| Ángel V. Peñaloza      | Jesús Omar Castro             |        | Partido Justicialista | 2023               | 2027            |
| Arauco                 | Pablo Darío Leo               |        | Partido Justicialista | 2023               | 2027            |
| Arauco                 | Julio César Reinoso           |        | Partido Justicialista | 2023               | 2027            |
| Arauco                 | Nicolás Antonio Martínez      |        | Partido Justicialista | 2023               | 2027            |
| Belgrano               | Paul Alberto Mercado          |        | Partido Justicialista | 2023               | 2027            |
| Capital                | Mario Gustavo Galván          |        | Unión Cívica Radical  | 2021               | 2025            |
| Capital                | Teresita Luna                 |        | Norte Grande          | 2021               | 2025            |
| Capital                | Carlos Machicote              |        | Partido Justicialista | 2021               | 2025            |
| Capital                | Teresita Leonor Madera        |        | Partido Justicialista | 2021               | 2025            |
| Capital                | Martín Menem                  |        | La Libertad Avanza    | 2021               | 2025            |
| Capital                | Lourdes Ortiz                 |        | Partido Justicialista | 2021               | 2025            |
| Capital                | Nadina Reinoso                |        | Hay Futuro La Rioja   | 2021               | 2025            |
| Capital                | Juan Carlos Santander         |        | Partido Justicialista | 2021               | 2025            |
| Castro Barros          | Fernando Exequiel Delgado     |        | Partido Justicialista | 2021               | 2025            |
| Chamical               | Luis Alberto Chumbita         |        | Partido Justicialista | 2023               | 2027            |
| Chamical               | Carla Noelia Aliendro         |        | Partido Justicialista | 2023               | 2027            |
| Chamical               | Juan José Elías               |        | Partido Justicialista | 2023               | 2027            |
| Chilecito              | Raúl Eduardo Cabral           |        | Partido Justicialista | 2023               | 2027            |
| Chilecito              | Sebastián Gutiérrez           |        | Partido Justicialista | 2023               | 2027            |
| Chilecito              | Gabriela Azucena Rodríguez    |        | Unión Cívica Radical  | 2023               | 2027            |
| Chilecito              | Mario Claudio Ruiz            |        | Partido Justicialista | 2023               | 2027            |
| Facundo Quiroga        | Mauro Luján                   |        | Partido Justicialista | 2021               | 2025            |
| Famatina               | Nicolás Máximo Díaz           |        | Partido Justicialista | 2023               | 2027            |
| Felipe Varela          | Oscar Chamía                  |        | Partido Justicialista | 2021               | 2025            |
| Felipe Varela          | Egle Maricel Muñoz            |        | Partido Justicialista | 2021               | 2025            |
| Felipe Varela          | Hugo Raúl Páez                |        | Partido Justicialista | 2021               | 2025            |
| Independencia          | Natalia Noelia Oros           |        | Partido Justicialista | 2023               | 2027            |
| Lamadrid               | Luis Lisandro Rojo            |        | Partido Justicialista | 2023               | 2027            |
| Ocampo                 | Fabián Nicolás Gauna          |        | Partido Justicialista | 2023               | 2027            |
| Rosario Vera Peñaloza  | Laura Carrizo Arce            |        | Partido Justicialista | 2021               | 2025            |
| Rosario Vera Peñaloza  | Antonio Roberto Godoy         |        | Partido Justicialista | 2021               | 2025            |
| Rosario Vera Peñaloza  | Cristián Pérez                |        | Partido Justicialista | 2021               | 2025            |
| San Blas de los Sauces | Silvio Horacio Villagra       |        | Partido Justicialista | 2023               | 2027            |
| San Martín             | José Abrahán Couceiro         |        | Partido Justicialista | 2023               | 2027            |
| Sanagasta              | Hernán Gabriel Gurgone Flores |        | Partido Justicialista | 2021               | 2025            |
| Vinchina               | Alejandro Verazay             |        | Partido Justicialista | 2021               | 2025            |

## Composición histórica
| 2021-2023              | 2021-2023                     | 2021-2023 | 2021-2023            | 2021-2023          | 2021-2023       |
| Departamento           | Diputado                      | Bloque    | Bloque               | Inicio del Mandato | Fin del Mandato |
| ---------------------- | ----------------------------- | --------- | -------------------- | ------------------ | --------------- |
| Ángel V. Peñaloza      | Ángel José Albarracín         |           | Frente de Todos      | 2019               | 2023            |
| Arauco                 | Ramón Alfredo Allendes        |           | Frente de Todos      | 2019               | 2023            |
| Arauco                 | María Anahí Ceballos          |           | Nuestra Rioja        | 2019               | 2023            |
| Arauco                 | Pedro Roberto Luna            |           | Frente de Todos      | 2019               | 2023            |
| Belgrano               | Carlos Alberto Fernández      |           | Frente de Todos      | 2019               | 2023            |
| Capital                | Mario Gustavo Galván          |           | Juntos por el Cambio | 2021               | 2025            |
| Capital                | Teresita Luna                 |           | Juntos por el Cambio | 2021               | 2025            |
| Capital                | Carlos Machicote              |           | Frente de Todos      | 2021               | 2025            |
| Capital                | Teresita Leonor Madera        |           | Frente de Todos      | 2021               | 2025            |
| Capital                | Martín Menem                  |           | La Libertad Avanza   | 2021               | 2025            |
| Capital                | Lourdes Ortiz                 |           | Frente de Todos      | 2021               | 2025            |
| Capital                | Nadina Reinoso                |           | Hay Futuro La Rioja  | 2021               | 2025            |
| Capital                | Juan Carlos Santander         |           | Frente de Todos      | 2021               | 2025            |
| Castro Barros          | Fernando Exequiel Delgado     |           | Frente de Todos      | 2021               | 2025            |
| Chamical               | Carla Noelia Aliendro         |           | Frente de Todos      | 2019               | 2023            |
| Chamical               | Néstor Manuel Barrera         |           | Frente de Todos      | 2020               | 2023            |
| Chamical               | Carlos Renzo Castro           |           | Frente de Todos      | 2019               | 2023            |
| Chilecito              | Nicolás Lázaro Fonzalida      |           | Frente de Todos      | 2019               | 2023            |
| Chilecito              | Griselda Herrera              |           | Frente de Todos      | 2021               | 2023            |
| Chilecito              | Jaime Roberto Klor            |           | Juntos por el Cambio | 2019               | 2023            |
| Chilecito              | Mario Claudio Ruiz            |           | Frente de Todos      | 2019               | 2023            |
| Facundo Quiroga        | Mauro Luján                   |           | Frente de Todos      | 2021               | 2025            |
| Famatina               | Ismael Aníbal Bordagaray      |           | Juntos por el Cambio | 2019               | 2023            |
| Felipe Varela          | Oscar Chamía                  |           | Frente de Todos      | 2021               | 2025            |
| Felipe Varela          | Egle Maricel Muñoz            |           | Frente de Todos      | 2021               | 2025            |
| Felipe Varela          | Hugo Raúl Páez                |           | Frente de Todos      | 2021               | 2025            |
| Independencia          | Claudio Rodrigo Akiki         |           | Frente de Todos      | 2019               | 2023            |
| Lamadrid               | Rodolfo Ernesto Salzwedel     |           | Frente de Todos      | 2019               | 2023            |
| Ocampo                 | Germán Enrique Díaz           |           | Frente de Todos      | 2019               | 2023            |
| Rosario Vera Peñaloza  | Laura Carrizo Arce            |           | Frente de Todos      | 2021               | 2025            |
| Rosario Vera Peñaloza  | Antonio Roberto Godoy         |           | Frente de Todos      | 2021               | 2025            |
| Rosario Vera Peñaloza  | Cristián Pérez                |           | Frente de Todos      | 2021               | 2025            |
| San Blas de los Sauces | Antonio Arsenio Sotomayor     |           | Frente de Todos      | 2019               | 2023            |
| San Martín             | César Uriel Vargas            |           | Frente de Todos      | 2019               | 2023            |
| Sanagasta              | Hernán Gabriel Gurgone Flores |           | Frente de Todos      | 2021               | 2025            |
| Vinchina               | Alejandro Verazay             |           | Frente de Todos      | 2021               | 2025            |

| 2019-2021              | 2019-2021                     | 2019-2021                        | 2019-2021 | 2019-2021                       | 2019-2021          | 2019-2021       |
| Departamento           | Diputado                      | Partido                          | Bloque    | Bloque                          | Inicio del Mandato | Fin del Mandato |
| ---------------------- | ----------------------------- | -------------------------------- | --------- | ------------------------------- | ------------------ | --------------- |
| Ángel V. Peñaloza      | Ángel José Albarracín         | Frente de Todos                  |           | Justicialista                   | 2019               | 2023            |
| Arauco                 | Ramón Alfredo Allendes        | Frente de Todos                  |           | Justicialista                   | 2019               | 2023            |
| Arauco                 | María Anahí Ceballos          | Nuestra Rioja                    |           | Nuestra Rioja                   | 2019               | 2023            |
| Arauco                 | Pedro Roberto Luna            | Arauco Crece                     |           | Justicialista                   | 2019               | 2023            |
| Belgrano               | Carlos Alberto Fernández      | Frente de Todos                  |           | Justicialista                   | 2019               | 2023            |
| Capital                | Gabriela María Amoroso        | Con la Gente                     |           | Con la Gente                    | 2017               | 2021            |
| Capital                | Alfredo Eduardo Brígido       | Fuerza Cívica Riojana–Cambiemos  |           | Fuerza Cívica Riojana–Cambiemos | 2017               | 2021            |
| Capital                | Elio Armando Díaz Moreno      | Partido Justicialista            |           | Justicialista                   | 2017               | 2021            |
| Capital                | Mario Gustavo Galván          | Fuerza Cívica Riojana–Cambiemos  |           | Fuerza Cívica Riojana–Cambiemos | 2017               | 2021            |
| Capital                | Pedro Oscar Goyochea          | Encuentro por La Rioja           |           | Encuentro por La Rioja          | 2019               | 2021            |
| Capital                | Teresita Leonor Madera        | Partido Justicialista            |           | Justicialista                   | 2017               | 2021            |
| Capital                | Juan Carlos Santander         | Partido Justicialista            |           | Justicialista                   | 2019               | 2021            |
| Capital                | Sylvia Sonia Torres           | Encuentro por La Rioja           |           | Encuentro por La Rioja          | 2017               | 2021            |
| Castro Barros          | Fernando Exequiel Delgado     | Partido Justicialista            |           | Justicialista                   | 2019               | 2021            |
| Chamical               | Carla Noelia Aliendro         | Frente de Todos                  |           | Justicialista                   | 2019               | 2023            |
| Chamical               | Carlos Renzo Castro           | Unidos por Chamical              |           | Justicialista                   | 2019               | 2023            |
| Chamical               | Daniel Elías                  | Frente de Todos                  |           | Justicialista                   | 2019               | 2020            |
| Chilecito              | Nicolás Lázaro Fonzalida      | Frente de Todos                  |           | Justicialista                   | 2019               | 2023            |
| Chilecito              | Jorge Ricardo Herrera         | Frente de Todos                  |           | Justicialista                   | 2019               | 2021            |
| Chilecito              | Jaime Roberto Klor            | Juntos por La Rioja              |           | Fuerza Cívica Riojana–Cambiemos | 2019               | 2023            |
| Chilecito              | Mario Claudio Ruiz            | Ciudadanos                       |           | Justicialista                   | 2019               | 2023            |
| Facundo Quiroga        | Juan Ramón Romero             | Partido Justicialista            |           | Justicialista                   | 2017               | 2021            |
| Famatina               | Ismael Aníbal Bordagaray      | Frente Social para el Desarrollo |           | Fuerza Cívica Riojana–Cambiemos | 2019               | 2023            |
| Felipe Varela          | Juan Nicolás Amado Filippes   | Fuerza Cívica Riojana–Cambiemos  |           | Fuerza Cívica Riojana–Cambiemos | 2017               | 2021            |
| Felipe Varela          | Egle Maricel Muñoz            | Partido Justicialista            |           | Justicialista                   | 2017               | 2021            |
| Felipe Varela          | Hugo Raúl Páez                | Partido Justicialista            |           | Justicialista                   | 2017               | 2021            |
| Independencia          | Claudio Rodrigo Akiki         | Partido de la Victoria           |           | Justicialista                   | 2019               | 2023            |
| Lamadrid               | Rodolfo Ernesto Salzwedel     | Unidos Somos Más                 |           | Justicialista                   | 2019               | 2023            |
| Ocampo                 | Germán Enrique Díaz           | Frente de Todos                  |           | Justicialista                   | 2019               | 2023            |
| Rosario Vera Peñaloza  | Antonio Roberto Godoy         | Partido Justicialista            |           | Justicialista                   | 2017               | 2021            |
| Rosario Vera Peñaloza  | Hugo Daniel Miranda           | Convergencia Riojana             |           | Fuerza Cívica Riojana–Cambiemos | 2017               | 2021            |
| Rosario Vera Peñaloza  | Claudio Nicolás Saúl          | Frente del Pueblo                |           | Justicialista                   | 2017               | 2021            |
| San Blas de los Sauces | Antonio Arsenio Sotomayor     | Frente de Todos                  |           | Justicialista                   | 2019               | 2023            |
| San Martín             | César Uriel Vargas            | Frente de Todos                  |           | Justicialista                   | 2019               | 2023            |
| Sanagasta              | Hernán Gabriel Gurgone Flores | Acción Riojana                   |           | Justicialista                   | 2019               | 2021            |
| Vinchina               | Humberto Ariel Oviedo         | Partido Justicialista            |           | Justicialista                   | 2017               | 2021            |

| 2017-2019              | 2017-2019                   | 2017-2019                                | 2017-2019 | 2017-2019                       | 2017-2019          | 2017-2019       |
| Departamento           | Diputado                    | Partido                                  | Bloque    | Bloque                          | Inicio del Mandato | Fin del Mandato |
| ---------------------- | --------------------------- | ---------------------------------------- | --------- | ------------------------------- | ------------------ | --------------- |
| Ángel V. Peñaloza      | Juan Florencio Bazán        | Movimiento Unidos para el Cambio         |           | Partido Justicialista           | 2015               | 2019            |
| Arauco                 | Pedro Erasmo Herrera        | Encuentro por la Democracia y la Equidad |           | Hipólito Irigoyen               | 2015               | 2019            |
| Arauco                 | Ariel Alejandro Leo         | Encuentro por la Democracia y la Equidad |           | Partido Justicialista           | 2015               | 2019            |
| Arauco                 | Pedro Roberto Luna          | Lealtad y Dignidad                       |           | Partido Justicialista           | 2015               | 2019            |
| Belgrano               | Juan Tránsito Urbano        | Acción Riojana                           |           | Partido Justicialista           | 2015               | 2019            |
| Capital                | Gabriela María Amoroso      | Con la Gente                             |           | Con la Gente                    | 2017               | 2021            |
| Capital                | Alfredo Eduardo Brígido     | Cambiemos-Fuerza Cívica Riojana          |           | Cambiemos-Fuerza Cívica Riojana | 2017               | 2021            |
| Capital                | Elio Armando Díaz Moreno    | Partido Justicialista                    |           | Partido Justicialista           | 2017               | 2021            |
| Capital                | Mario Gustavo Galván        | Cambiemos-Fuerza Cívica Riojana          |           | Cambiemos-Fuerza Cívica Riojana | 2017               | 2021            |
| Capital                | Teresita Leonor Madera      | Partido Justicialista                    |           | Partido Justicialista           | 2017               | 2021            |
| Capital                | Ricardo Clemente Quintela   | Partido Justicialista                    |           | Partido Justicialista           | 2017               | 2019            |
| Capital                | Sylvia Sonia Torres         | Encuentro por La Rioja                   |           | Encuentro por La Rioja          | 2017               | 2021            |
| Capital                | Vacante                     | Encuentro por La Rioja                   |           | Encuentro por La Rioja          | 2017               | 2021            |
| Castro Barros          | Marcelo Daniel del Moral    | Partido Justicialista                    |           | Partido Justicialista           | 2017               | 2019            |
| Chamical               | Segio Daniel Brizuela       | Movimiento Octubre                       |           | Partido Justicialista           | 2015               | 2019            |
| Chamical               | Carlos Renzo Castro         | Movimiento Norte Grande                  |           | Partido Justicialista           | 2015               | 2019            |
| Chamical               | Ramona Dora Rodríguez       | Movimiento Norte Grande                  |           | Partido Justicialista           | 2015               | 2019            |
| Chilecito              | Eduardo Raúl Andalor        | Frente del Pueblo                        |           | Partido Justicialista           | 2015               | 2019            |
| Chilecito              | Nicolás Lázaro Fonzalida    | Frente Justicialista Celeste y Blanco    |           | Partido Justicialista           | 2015               | 2019            |
| Chilecito              | Jorge Ricardo Herrera       | Frente Justicialista Celeste y Blanco    |           | Partido Justicialista           | 2015               | 2019            |
| Chilecito              | Jaime Roberto Klor          | Convergencia Riojana                     |           | Cambiemos-Fuerza Cívica Riojana | 2015               | 2019            |
| Facundo Quiroga        | Juan Ramón Romero           | Partido Justicialista                    |           | Partido Justicialista           | 2017               | 2021            |
| Famatina               | Adriana del Valle Olima     | Acción Riojana                           |           | Partido Justicialista           | 2015               | 2019            |
| Felipe Varela          | Juan Nicolás Amado Filippes | Cambiemos-Fuerza Cívica Riojana          |           | Cambiemos-Fuerza Cívica Riojana | 2017               | 2021            |
| Felipe Varela          | Egle Maricel Muñoz          | Partido Justicialista                    |           | Partido Justicialista           | 2017               | 2021            |
| Felipe Varela          | Hugo Raúl Páez              | Partido Justicialista                    |           | Partido Justicialista           | 2017               | 2021            |
| Independencia          | Juan de Dios Herrera        | Viva La Rioja                            |           | Partido Justicialista           | 2015               | 2019            |
| Lamadrid               | Andrés Guillermo Navarrete  | Movimiento Norte Grande                  |           | Partido Justicialista           | 2015               | 2019            |
| Ocampo                 | Jorge Hernán Salomón        | Acción Riojana                           |           | Partido Justicialista           | 2015               | 2019            |
| Rosario Vera Peñaloza  | Antonio Roberto Godoy       | Partido Justicialista                    |           | Partido Justicialista           | 2017               | 2021            |
| Rosario Vera Peñaloza  | Hugo Daniel Miranda         | Convergencia Riojana                     |           | Cambiemos-Fuerza Cívica Riojana | 2017               | 2021            |
| Rosario Vera Peñaloza  | Claudio Nicolás Saúl        | Frente del Pueblo                        |           | Partido Justicialista           | 2017               | 2021            |
| San Blas de los Sauces | Antonio Arsenio Sotomayor   | Frente del Pueblo                        |           | Partido Justicialista           | 2015               | 2019            |
| San Martín             | César Uriel Vargas          | Partido Justicialista                    |           | Partido Justicialista           | 2015               | 2019            |
| Sanagasta              | Federico Sbíroli            | Acción Riojana                           |           | Partido Justicialista           | 2017               | 2019            |
| Vinchina               | Humberto Ariel Oviedo       | Partido Justicialista                    |           | Partido Justicialista           | 2017               | 2021            |